# Mombeltrán
Mombeltrán – gmina w Hiszpanii, w prowincji Ávila, w Kastylii i León, o powierzchni 49,92 km². W 2011 roku gmina liczyła 1165 mieszkańców.